# 有田哲平とコスられない街
『有田哲平とコスられない街』（ありたてっぺいとコスられないまち）は、2024年5月4日（3日深夜）からTBS系列で放送されているTBSテレビ制作のバラエティ番組。有田哲平（くりぃむしちゅー）の冠番組。

## 概要
「メディアでもコスられていない（あまり紹介されていない）情報」をもとに有田哲平がディープな街ぶらをする超局地的街探訪バラエティ番組である。

## 出演者
- 有田哲平（くりぃむしちゅー）

## 放送リスト
| 放送日   | コスられない街 | 案内人                                     | ゲスト                           | 備考                       |
| -------- | -------------- | ------------------------------------------ | -------------------------------- | -------------------------- |
| 5月4日   | 目黒           | 矢作兼（おぎやはぎ）                       | ゆうちゃみ                       |                            |
| 5月11日  | 目黒           | 矢作兼（おぎやはぎ）                       | ゆうちゃみ                       |                            |
| 5月18日  | 目黒           | 矢作兼（おぎやはぎ）                       | ゆうちゃみ                       |                            |
| 5月25日  | 目黒           | 矢作兼（おぎやはぎ）                       | ゆうちゃみ                       |                            |
| 6月1日   | 五反田         | ケンドーコバヤシ                           | たけうちほのか                   |                            |
| 6月8日   | 五反田         | ケンドーコバヤシ                           | たけうちほのか                   |                            |
| 6月15日  | 五反田         | ケンドーコバヤシ                           | たけうちほのか                   |                            |
| 6月22日  | 五反田         | ケンドーコバヤシ                           | たけうちほのか                   |                            |
| 6月25日  | 四谷           | 土田晃之                                   | 藤本美貴                         | 1時間スペシャル（22時 - ） |
| 6月29日  | 豊島区千川     | 錦鯉                                       | 秋元真夏                         |                            |
| 7月6日   | 四谷           | 土田晃之                                   | 藤本美貴                         | 6月25日放送回の続編        |
| 7月13日  | 豊島区千川     | 錦鯉                                       | 秋元真夏                         |                            |
| 7月20日  | 豊島区千川     | 錦鯉                                       | 秋元真夏                         |                            |
| 7月27日  | 豊島区千川     | 錦鯉                                       | 秋元真夏                         |                            |
| 8月17日  | 豊島区千川     | 錦鯉                                       | 秋元真夏                         |                            |
| 8月24日  | 新大久保       | 野々村友紀子                               | 岡田紗佳                         |                            |
| 8月31日  | 新大久保       | 野々村友紀子                               | 岡田紗佳                         |                            |
| 9月7日   | 新大久保       | 野々村友紀子                               | 岡田紗佳                         |                            |
| 9月14日  | 新大久保       | 野々村友紀子                               | 岡田紗佳                         |                            |
| 9月21日  | 高円寺         | 村上（マヂカルラブリー）、サルゴリラ       | 森香澄                           |                            |
| 9月27日  | 新宿           | 吉村崇（平成ノブシコブシ）                 | ギャル曽根、柿澤勇人、松村沙友理 | 1時間スペシャル（22時 - ） |
| 10月5日  | 新宿           | 吉村崇（平成ノブシコブシ）                 | ギャル曽根、柿澤勇人、松村沙友理 | 9月27日放送回の続編        |
| 10月12日 | 高円寺         | 村上（マヂカルラブリー）、サルゴリラ、納言 | 森香澄                           |                            |
| 10月19日 | 高円寺         | サルゴリラ、納言                           | 森香澄                           |                            |
| 10月26日 | 初台・幡ヶ谷   | タイムマシーン3号                          | 山之内すず                       |                            |
| 11月2日  | 初台・幡ヶ谷   | タイムマシーン3号                          | 山之内すず                       |                            |
| 11月9日  | 初台・幡ヶ谷   | タイムマシーン3号                          | 山之内すず                       |                            |
| 11月16日 | 初台・幡ヶ谷   | タイムマシーン3号                          | 山之内すず                       |                            |
| 11月23日 | 中目黒         | 河井ゆずる（アインシュタイン）             | 柳原可奈子、矢吹奈子             |                            |
| 11月30日 | 中目黒         | 河井ゆずる（アインシュタイン）             | 柳原可奈子、矢吹奈子             |                            |
| 12月7日  | 中目黒         | 河井ゆずる（アインシュタイン）             | 柳原可奈子、矢吹奈子             |                            |
| 12月14日 | 中目黒         | 河井ゆずる（アインシュタイン）             | 柳原可奈子、矢吹奈子             |                            |
| 12月17日 | 吉祥寺         | 向井慧（パンサー）                         | 田中卓志（アンガールズ）、堀田茜 | 1時間スペシャル（22時 - ） |
| 12月21日 |                |                                            |                                  | 総集編                     |

| 放送日  | コスられない街 | 案内人                                                                    | ゲスト                                  |
| ------- | -------------- | ------------------------------------------------------------------------- | --------------------------------------- |
| 1月11日 | 赤坂           | 田村真子、南波雅俊                                                        | カズレーザー（メイプル超合金）          |
| 1月18日 | 赤坂           | 杉山真也、若林 有子                                                       | カズレーザー（メイプル超合金）          |
| 1月25日 | 赤坂           | 井上貴博、南後杏子                                                        | カズレーザー（メイプル超合金）          |
| 2月1日  | 赤坂           | 井上貴博、野村彩也子                                                      | カズレーザー（メイプル超合金）          |
| 2月8日  | 渋谷           | 高橋茂雄（サバンナ）                                                      | 野呂佳代                                |
| 2月15日 | 渋谷           | 高橋茂雄（サバンナ）                                                      | 野呂佳代                                |
| 2月22日 | 代官山         | 高橋茂雄（サバンナ）                                                      | 野呂佳代                                |
| 3月1日  | 渋谷・代官山   | 高橋茂雄（サバンナ）                                                      | 野呂佳代                                |
| 3月8日  | 自由が丘       | ギャル曽根                                                                | 太田博久（ジャングルポケット）          |
| 3月15日 | 自由が丘       | ギャル曽根                                                                | 太田博久（ジャングルポケット）          |
| 3月22日 | 自由が丘       | ギャル曽根                                                                | すがちゃん最高No.1.（ぱーてぃーちゃん） |
| 3月29日 | 自由が丘       | ギャル曽根                                                                | すがちゃん最高No.1.（ぱーてぃーちゃん） |
| 4月5日  | 下北沢         | 岡田紗佳                                                                  | 劇団ひとり                              |
| 4月19日 | 下北沢         | 岡田紗佳                                                                  | 劇団ひとり                              |
| 4月26日 | 下北沢         | 岡田紗佳                                                                  | 劇団ひとり                              |
| 5月3日  | 下北沢         | 岡田紗佳                                                                  | 劇団ひとり                              |
| 5月10日 | 銀座           | 彦摩呂、むにぐるめ                                                        | ヒコロヒー                              |
| 5月17日 | 銀座           | 彦摩呂、むにぐるめ                                                        | ヒコロヒー                              |
| 5月24日 | 銀座           | 彦摩呂、むにぐるめ                                                        | ヒコロヒー                              |
| 5月31日 | 銀座           | 彦摩呂、むにぐるめ                                                        | ヒコロヒー                              |
| 6月6日  | 中目黒         | 矢作兼（おぎやはぎ）、小林直己（三代目 J SOUL BROTHERS from EXILE TRIBE） | 村重杏奈                                |
| 6月13日 | 中目黒         | 矢作兼（おぎやはぎ）、小林直己（三代目 J SOUL BROTHERS from EXILE TRIBE） | 村重杏奈                                |
| 6月20日 | 中目黒         | 矢作兼（おぎやはぎ）、小林直己（三代目 J SOUL BROTHERS from EXILE TRIBE） | 村重杏奈                                |
| 6月27日 | 中目黒         | 矢作兼（おぎやはぎ）、小林直己（三代目 J SOUL BROTHERS from EXILE TRIBE） | 村重杏奈                                |
| 7月4日  | 恵比寿         | 柳原可奈子、むにぐるめ                                                    | 井口浩之（ウエストランド）              |

## ネット局
| 放送対象地域   | 放送局                    | 系列    | 放送期間        | 放送日時                     | 備考       |
| -------------- | ------------------------- | ------- | --------------- | ---------------------------- | ---------- |
| 関東広域圏     | TBSテレビ（TBS）          | TBS系列 | 2024年5月4日 -  | 土曜 0:48 - 1:18（金曜深夜） | 制作局     |
| 青森県         | 青森テレビ（ATV）         | TBS系列 | 2024年5月4日 -  | 土曜 0:48 - 1:18（金曜深夜） | 同時ネット |
| 岩手県         | IBC岩手放送（IBC）        | TBS系列 | 2024年5月4日 -  | 土曜 0:48 - 1:18（金曜深夜） | 同時ネット |
| 新潟県         | 新潟放送（BSN）           | TBS系列 | 2024年5月4日 -  | 土曜 0:48 - 1:18（金曜深夜） | 同時ネット |
| 富山県         | チューリップテレビ（TUT） | TBS系列 | 2024年5月4日 -  | 土曜 0:48 - 1:18（金曜深夜） | 同時ネット |
| 山梨県         | テレビ山梨（UTY）         | TBS系列 | 2025年4月4日 -  | 土曜 0:48 - 1:18（金曜深夜） | 同時ネット |
| 鳥取県・島根県 | 山陰放送（BSS）           | TBS系列 | 2024年6月29日 - | 土曜 0:48 - 1:18（金曜深夜） | 同時ネット |
| 愛媛県         | あいテレビ（itv）         | TBS系列 | 2024年5月4日 -  | 土曜 0:48 - 1:18（金曜深夜） | 同時ネット |
| 高知県         | テレビ高知（KUTV）        | TBS系列 | 2024年5月4日 -  | 土曜 0:48 - 1:18（金曜深夜） | 同時ネット |
| 北海道         | 北海道放送（HBC）         | TBS系列 | 2024年10月3日 - | 木曜 0:29 - 0:59（水曜深夜） | 遅れネット |
| 長野県         | 信越放送（SBC）           | TBS系列 | 2024年7月14日 - | 日曜 0:28 - 0:58（土曜深夜） | 遅れネット |
| 静岡県         | 静岡放送（SBS）           | TBS系列 | 2024年5月19日 - | 日曜 1:43 - 2:13（土曜深夜） | 遅れネット |
| 中京広域圏     | CBCテレビ（CBC）          | TBS系列 | 2024年10月2日 - | 水曜 1:24 - 1:52（火曜深夜） | 遅れネット |
| 岡山県・香川県 | RSK山陽放送（RSK）        | TBS系列 | 2024年7月19日 - | 金曜 0:56 - 1:25（木曜深夜） | 遅れネット |
| 広島県         | 中国放送（RCC）           | TBS系列 | 2024年7月23日 - | 火曜 23:56 - 翌0:26          | 遅れネット |
| 福岡県         | RKB毎日放送（RKB）        | TBS系列 | 2024年9月11日 - | 水曜 9:55 - 10:22            | 遅れネット |
| 熊本県         | 熊本放送（RKK）           | TBS系列 | 2024年7月3日 -  | 月曜 23:56 - 翌0:26          | 遅れネット |
| 大分県         | 大分放送（OBS）           | TBS系列 | 2024年5月30日 - | 木曜 10:50 - 11:20           | 遅れネット |

## スタッフ
- ナレーター：山内あゆ（TBSアナウンサー）
- 構成：桜井慎一
- CAM：柴田哲志、金子徹
- AUD：藤高柚佳
- CA：小櫃雅也、村松財
- EED：澤泉眞
- MA：野宮聡
- CG：岩屋朝仁
- 音効：本間孝男、大村友乃
- 技術協力：BULL BULL、メディア・リース
- 美術協力：アートメイク・トキ
- 編成：川島優子
- TK：滝本優子
- 宣伝：名古龍太郎
- 配信：相川拓也
- 制作進行：目代将人
- SD：佐藤英太郎、絹川亜里紗
- キャスティング：高見良
- ディレクター：日向良夫・大塚萌絵・髙橋令
- プロデューサー：谷知明⇒小西憲太郎
- 製作：TBS SPARKLE、TBS